# 山本雄史
山本 雄史（やまもと ゆうじ、1981年11月18日 - ）は、日本の元男子バレーボール選手。

## 来歴
開智高校を経て、立命館大学を卒業後の2004年にFC東京へ入団。2008-2009年VチャレンジリーグのFC東京の優勝に貢献し、最優秀選手賞とスパイク賞を獲得した。2015年、2014/15シーズン終了をもって退団した。

## 球歴・受賞歴
- 受賞歴
  - 2009年 - 2008/2009 Vチャレンジリーグ 最優秀選手賞、スパイク賞

## 所属チーム
- 開智高校
- 立命館大学
- FC東京バレーボールチーム（2004-2015年）